# Iglesia de San Miguel y Todos los Ángeles (Brighton)
La Iglesia de San Miguel y Todos los Ángeles (en inglés: St Michael and All Angels Church), o para abreviar Iglesia de San Miguel (St Michael’s Church), es un templo anglicano de la tradición del anglocatolicismo, situado en la ciudad de Brighton, Sussex Oriental, Inglaterra. El edificio fue concedido el grado I en la Lista del Patrimonio Nacional de Inglaterra el 20 de agosto de 1971.

## Historia y construcción

### Iglesia original
Los planes para la iglesia se elaboraron en 1858, y la construcción se llevó a cabo entre 1860 y 1861 según un diseño de George Frederick Bodley (cuyo padre había sido médico en Brighton y residente del área de Furze Hill en Hove, cerca del Montpelier y Distritos de Clifton Hill). Bodley también estaba trabajando en la Iglesia de San Pablo en West Street, Brighton en ese momento, sobre un proyecto de alteraciones interiores.
El diseño del exterior recuerda al estilo italianizante, ladrillo rojo con bandas horizontales de piedra blanca y un techo de pizarra muy inclinado. El templo también tiene una modesta flecha que contiene una campana recuperada en Sebastopol durante la guerra de Crimea (1853–1856).
La iglesia tardó dos años en construirse a un costo de £6,728, y fue consagrada por el obispo de Chichester el 29 de septiembre de 1862. Había espacio para una congregación de 700 personas; se cobró una tarifa de alquiler de 300 de estos asientos al principio. El reverendo Charles Beanlands, quien había sido curato en la Iglesia de San Pablo desde su ordenación en 1849, recibió la curación perpetua de la Iglesia de San Miguel, y permaneció en esta posición hasta su muerte en 1898.

### Extensión

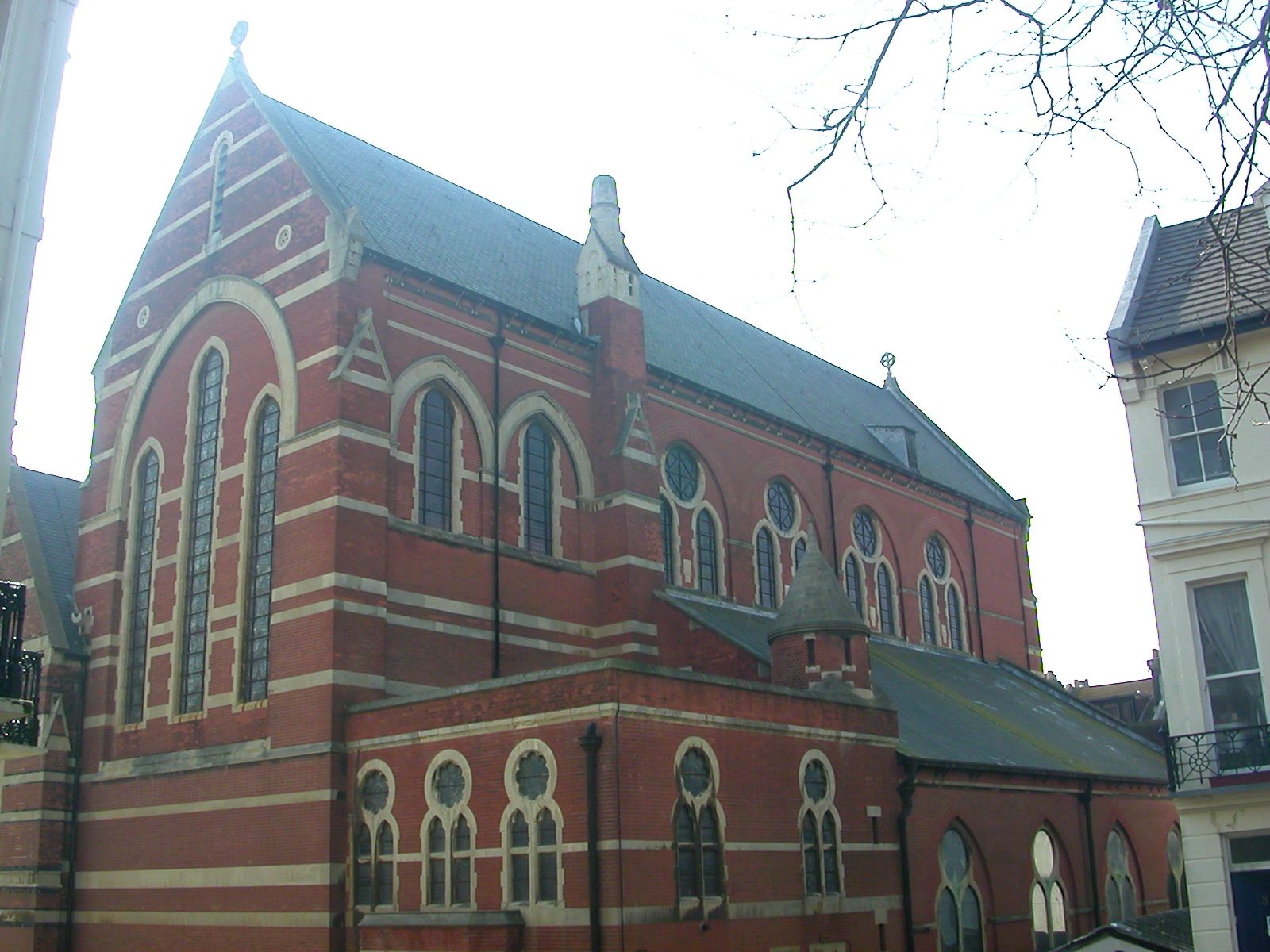
Las partes este y norte de la iglesia, construida en 1893.

El edificio rápidamente se volvió demasiado pequeño y, en 1865, William Burges diseñó una nueva iglesia que iba a incorporar el edificio de Bodley como sus dos naves laterales del sur. La reconstrucción no se llevó a cabo hasta 1893, bajo la dirección del alumno de Burges, J. S. Chapple, y tardó dos años. Burges fue un contemporáneo de Bodley; ambos hombres nacieron en 1827. No se sabe por qué se eligió a un arquitecto diferente para el rediseño, y los cambios supuestamente causaron molestias a Bodley. Burges no vivió para ver sus diseños realizados, murió en 1881.
La decoración exterior del nuevo edificio coincidía ampliamente con la iglesia original, que consiste en bandas de piedra blanca que contrastan con el ladrillo rojo oscuro, pero hay una diferencia considerable en la altura. La nave lateral norte del edificio original fue demolida, y la estructura restante se convirtió en la nave lateral sur de la nueva iglesia. En términos de la disposición actual de la iglesia, por lo tanto, el cuerpo principal y la nave lateral norte adyacente datan de 1893, mientras que la nave lateral sur es original.
Los diseños, como se presentaron originalmente, mostraron que también se planeaba construir un claustro y un campanario. En el interior, se había hecho una decoración adicional en el presbiterio, y se propusieron varias adiciones para el área del santuario. Una predela (plataforma del altar) detrás del altar, un conjunto de sedilia dentro del área del santuario y un baldaquino sobre el altar se mostraron en los planos. Sin embargo, ninguna de estas propuestas se implementó y no hubo cambios en esta área hasta alrededor de 1900, cuando el arquitecto y diseñador de interiores W. H. Romaine-Walker (1854–1940) proporcionó una pared de mármol con una decoración de estilo cosmatesco entre el presbiterio y la nave, un nuevo altar de mármol (en la memoria de su esposa) y ornamentación extra de mármol para el santuario. En este momento también se instalaron un coro alto y nuevos retablos.

## Accesorios

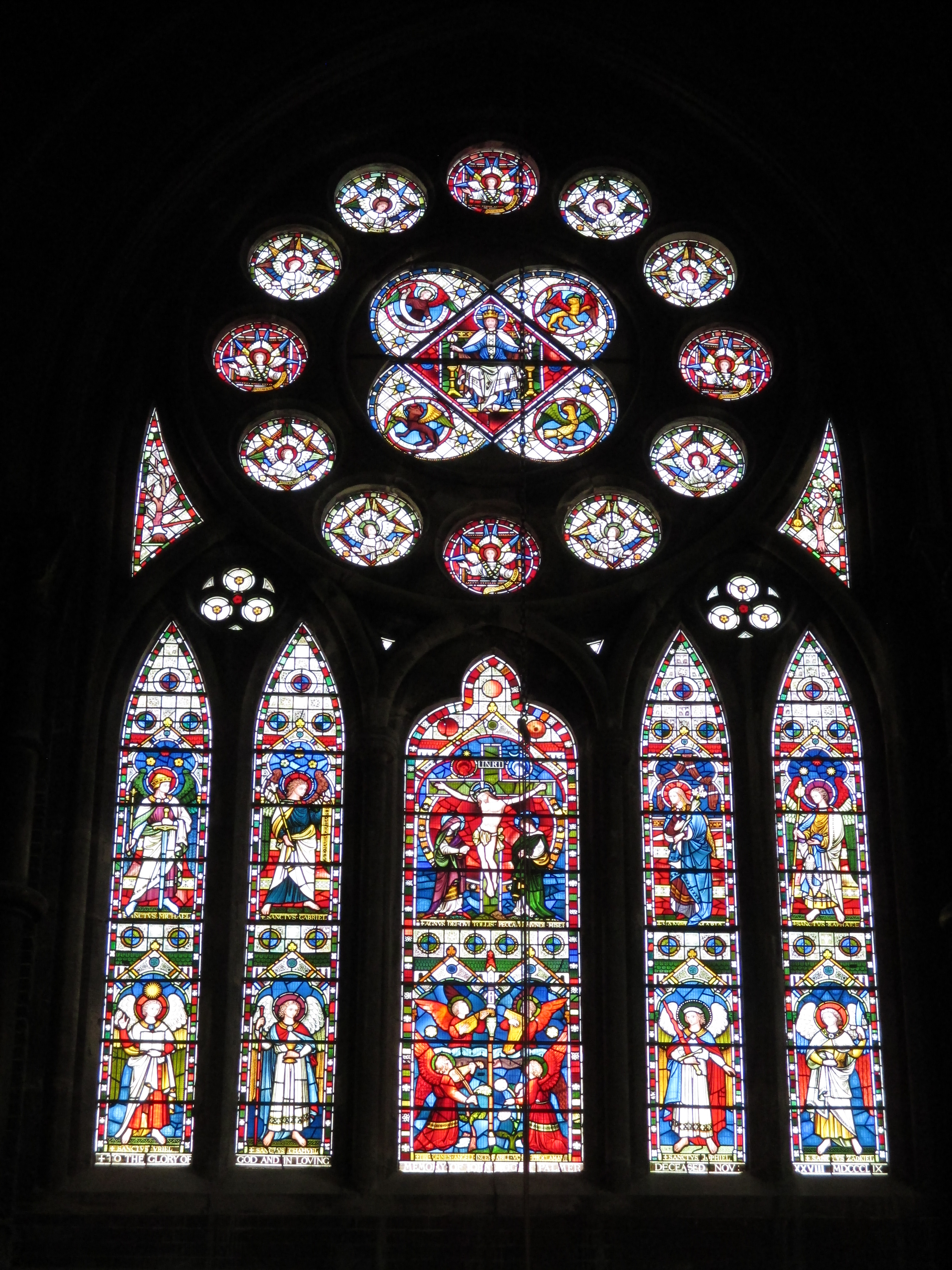
La ventana este del viejo edificio representa a los siete arcángeles.

Los accesorios internos incluyen una pila bautismal de mármol gris y un púlpito de calcita y serpentina del color verde antiguo, ambos diseñados y realizados por Bodley. El destacado diseñador de vidrieras Charles Eamer Kempe fue responsable de la restauración e instalación de un retablo del siglo XV de origen flamenco. Esto representa tres escenas de la vida de Cristo en forma de tríptico.
También hay muchas vidrieras de William Morris en el viejo edificio y de Edward Burne-Jones en el nuevo. El extremo este del edificio de Burges cuenta con un gran trío de lancetas escalonadas con tracería básica de dos luces. En su conjunto, los escritores de arquitectura Nicholas Antram y Richard Morrice consideran eso: «ninguna iglesia en Sussex tiene mejor vidriera victoriana». La ventana este del viejo edificio representa curiosamente todos los siete arcángeles Miguel, Gabriel, Rafael, Uriel, Chamuel, Jofiel, y Zadkiel, junto con la Virgen María y la crucifixión de Jesús en el centro.